# 野甫大橋

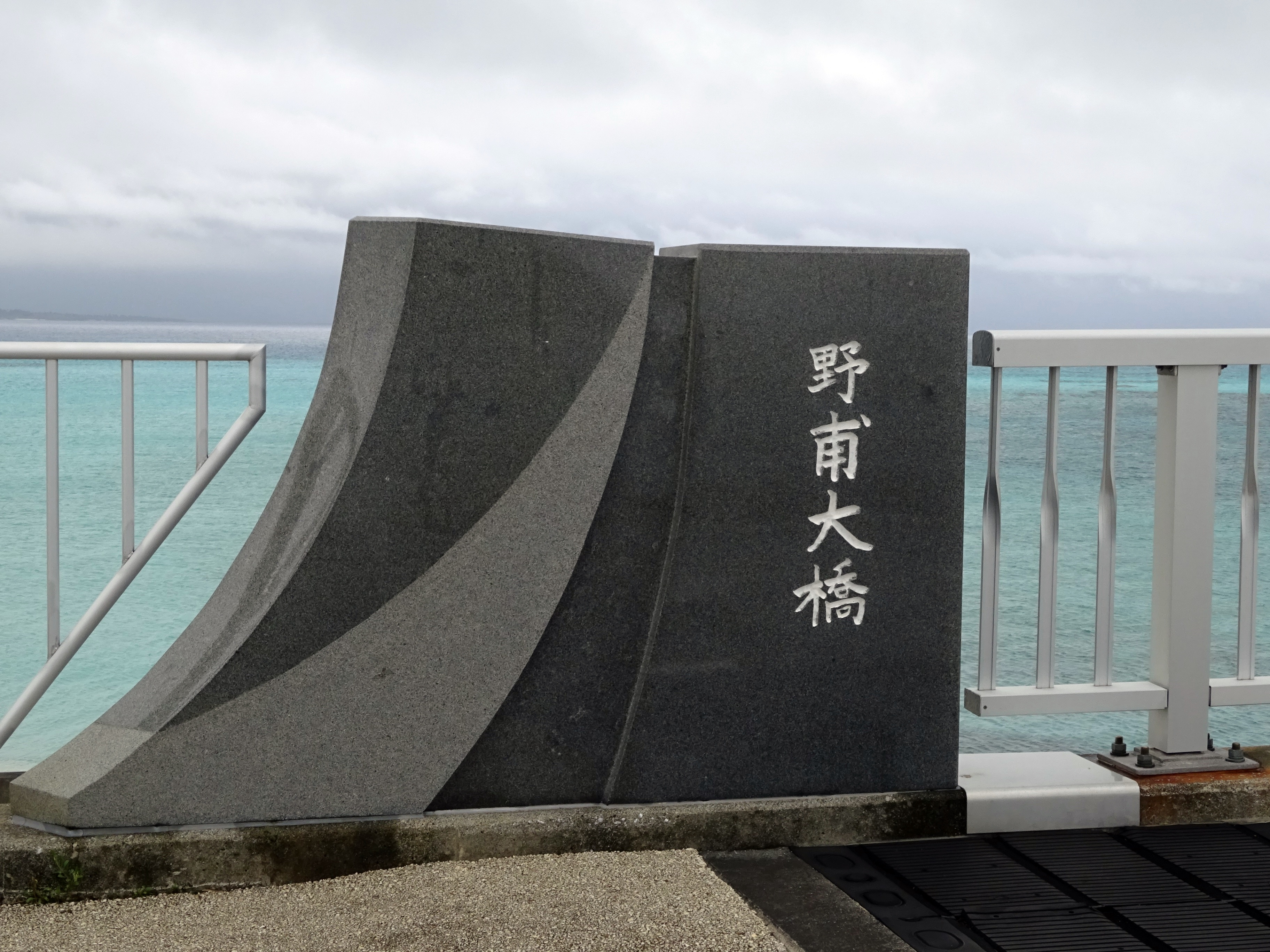
野甫大橋の親柱と高欄

野甫大橋（のほおおはし）は、沖縄県島尻郡伊平屋村の伊平屋島と野甫島の間に架かる沖縄県道179号田名野甫線の橋長320 m（メートル）の橋。

## 概要
伊平屋村を構成する伊平屋島と野甫島の2島を繋ぎ、伊平屋村コミュニティバスの経路になっている。
2代目の野甫大橋は主桁に変断面箱桁を採用し、海上においても場所打ち施工するためにカンチレバー工法を採用した。耐震性向上のため支承に反力分散ゴム支承を採用した。支持層が深く、礫を含む厚い中間層が存在することから基礎工には場所打ち杭基礎が採用された。初代橋梁の損傷状況と架設位置を考慮してPC鋼材のコンクリートかぶり厚を十分に確保し、エポキシ塗装鉄筋・エポキシ塗装PC鋼材・ポリエチレンシースを採用し最大限の塩害対策を講じている。

### 現橋
- 形式 - PC5径間連続変断面箱桁橋
- 活荷重 - B活荷重
- 道路規格 - 第3種第3級
- 設計速度 - 40 km/h
- 橋長 - 320.000 m
  - 支間割 - 54.250 m + 3×70.000 m + 54.250 m
- 幅員
  - 総幅員 - 11.250 m
  - 有効幅員 - 10.250 m
  - 車道 - 7.250 m
    - 車線幅 - 3.000 m（2車線）

  - 歩道 - 片側3.000 m
- 下部工
  - 橋台 - 逆T式橋台2基
  - 橋脚 - 小判型壁式橋脚4基
- 基礎工 - 場所打ち杭基礎
- 架設工法 - カンチレバー工法[3]

### 旧橋
- 形式 - PCポストテンション単純T桁橋3連
- 活荷重 - 2等橋 (TL-14)
- 橋長 - 61.880 m
  - 支間割 - 3×20.000 m
- 幅員
  - 総幅員 - 5.200 m
  - 有効幅員 - 4.000 m
- 基礎工 - パイルベント[4][5]

## 歴史
現在架橋されているものは2代目にあたり、初代は1978年（昭和53年）10月に開通した。当時野甫島は離島である伊平屋島のさらに離島である二次離島にあって不便をきたしていたため県や政府に陳情を繰り返していたところ、沖縄開発庁長官であった山中貞則が1971年（昭和46年）1月15日に野甫島を訪れたところ、陳情を容れて架橋が動き出し、1972年（昭和47年）に整備に着手、1974年（昭和49年）から1978年（昭和53年）にかけて工事が行われた。計画にあたっては事業費抑制のため架橋部を62 mのみとし、残りを護岸と消波ブロックによる海中道路形式としたため周囲の潮流がサンゴ礁や魚介類の生態系に影響を与え、また砂の移動による北側は護岸の消失がおこり南側は堆砂がおこった。また、1割ほどの費用増によって2車線化することができたが、交通量予測が1日50台以下であったことから1車線で施工された。このため、施工中では作業車両のすれ違い不可能なため機械の入替に手間を要することになり、開通後では橋が名所となり路上駐車するもののために通行が不能になるという問題を抱えていた。本橋の反省を踏まえ、他の離島架橋では教訓とされたものも多かった。
初代橋は沖縄県道179号田名野甫線の一部として供用されていたが、幅員狭小のため片側交互通行を強いられていた。加えて桁下高が2 mほどと低いため荒天時は高波による度重なる通行規制が発生していた上に、かぶりが35 mm（ミリメートル）しかないこともあり塩害による橋梁本体の腐食が進行した。このため、1999年（平成11年）より県道田名野甫線道路改築事業として新橋の整備に着手し、2000年度（平成12年度）に橋梁下部工に着手、2001年度（平成13年度）から2002年度（平成14年度）にかけ取付道路と上部工に着手した。総工費42億円をかけて2004年（平成16年）3月25日に2代目の橋が開通した。